# Hatta

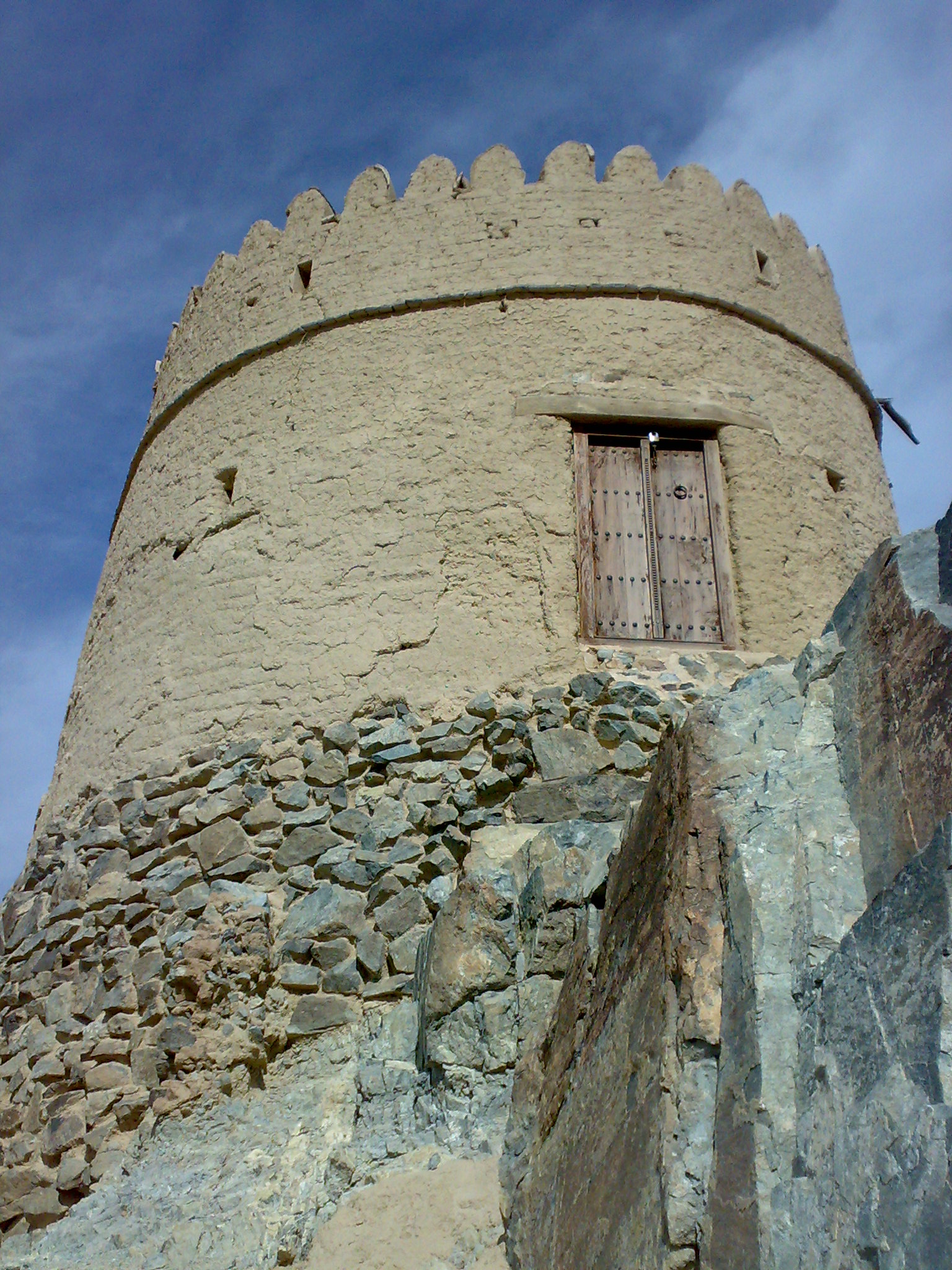
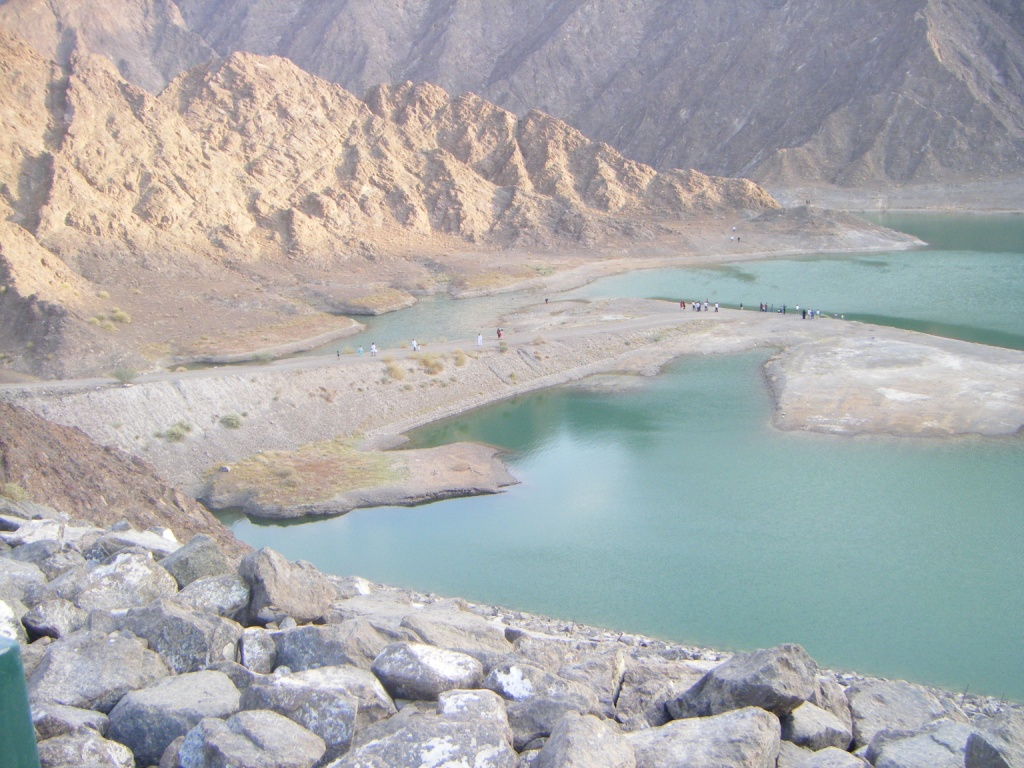
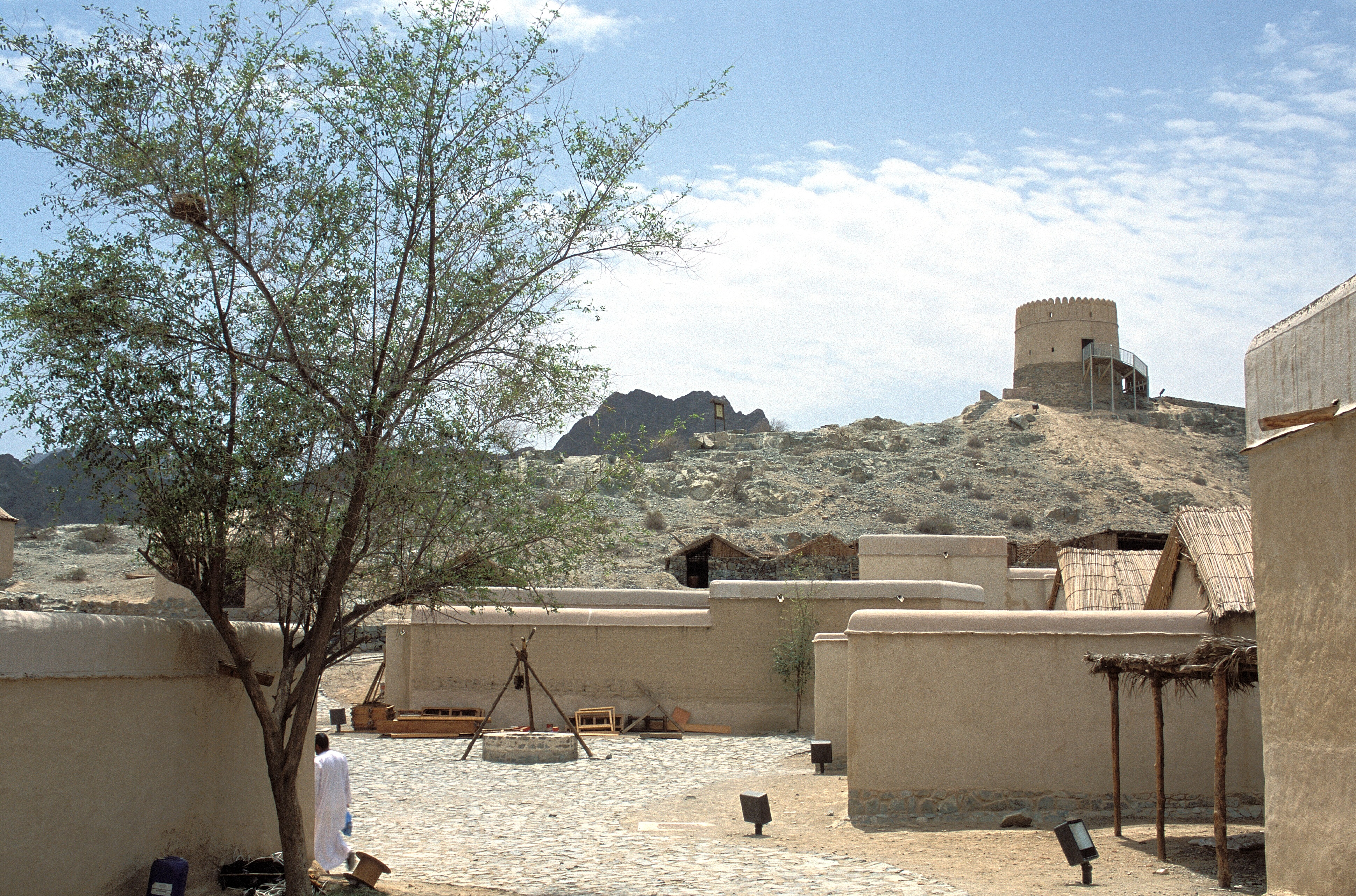

För andra betydelser, se Hatta (olika betydelser).

Hatta är en exklav av Dubai som ligger i bergsområdet Jabal al-Hajar ungefär 10 mil från staden Dubai. Exklaven är 140 km² och har flera historiska monument.
- Wikimedia Commons har media som rör Hatta.